# Różnicowy kod Manchester

Przykład kodowania różnicowym kodem Manchester

Różnicowy kod Manchester (ang. differential Manchester encoding) – odmiana kodowania Manchester nazywana również różnicową modulacją bifazową (ang. differential bi-phase modulation, DBPM).
W kodowaniu różnicowym na początku każdego bitu, który odpowiada logicznej jedynce, brak jest zmiany stanu logicznego. Przy logicznym zerze taka zmiana następuje i ma miejsce dokładnie w połowie czasu trwania tego stanu logicznego. Ponieważ istotny jest jedynie fakt występowania zmian stanu logicznego, to po zmianie polaryzacji (np. w wyniku zamiany przewodów) sygnał zostanie także prawidłowo zdemodulowany.
Różnicowe kodowanie Manchester wykorzystywane było m.in. przy realizacji transmisji przez modemy telefoniczne i przy zapisie na dyskietkach o pojedynczej gęstości (SD).